# 内田三連橋梁

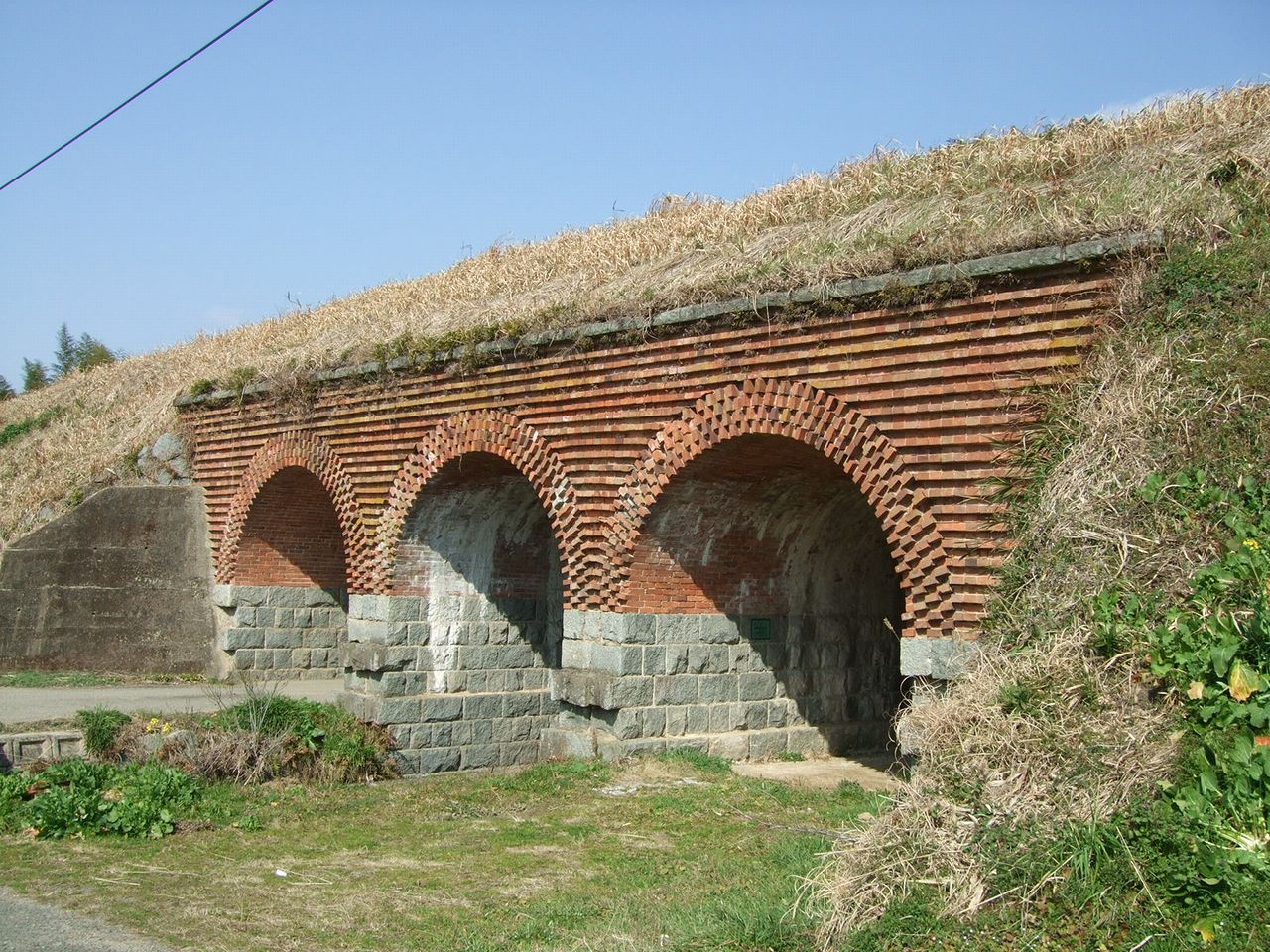
下流側。げた歯構造と呼ばれる積み方

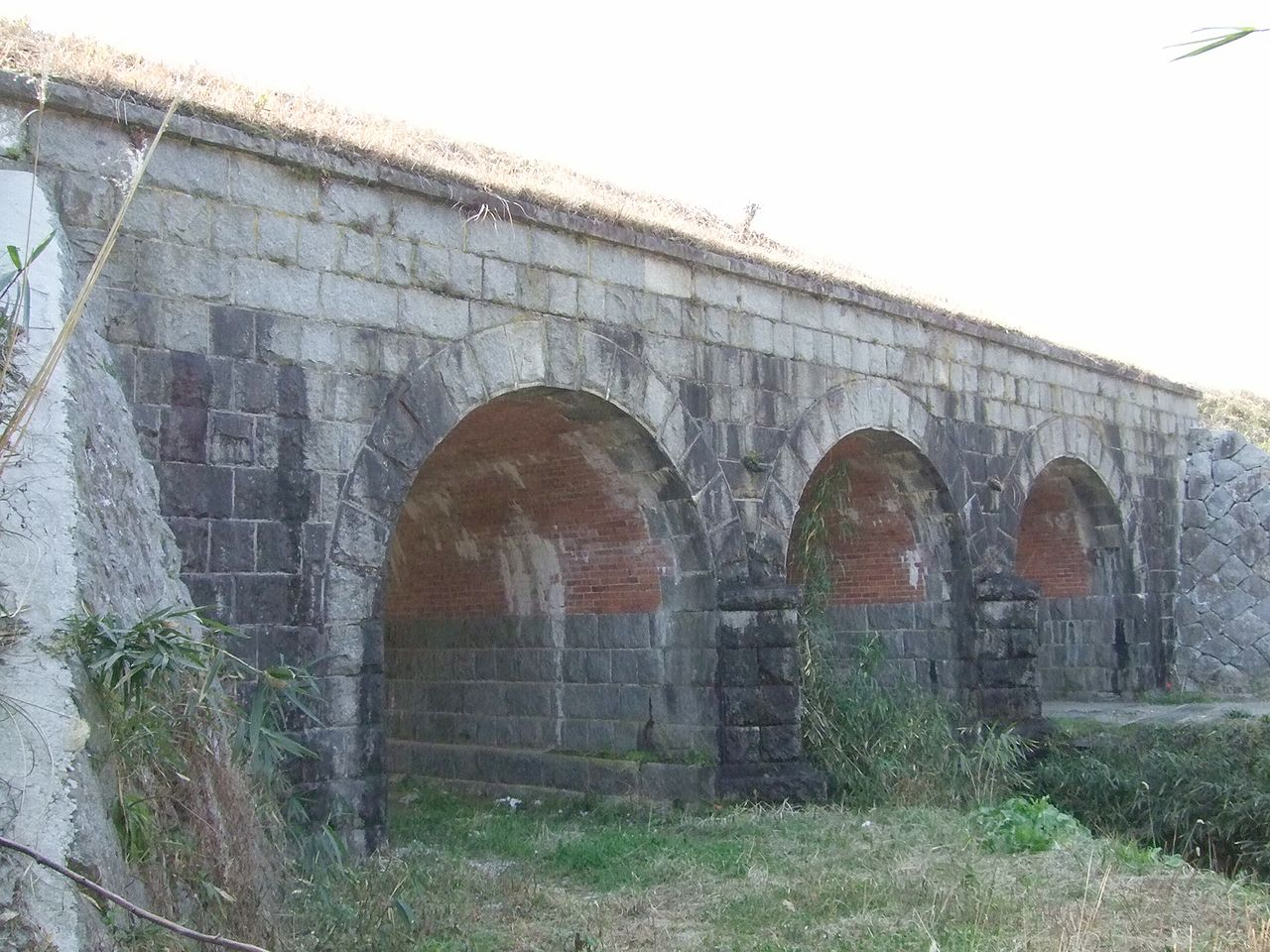
上流側

内田三連橋梁（うちださんれんきょうりょう）は、福岡県田川郡赤村大字内田にある平成筑豊鉄道田川線の鉄道橋である。内田川橋梁、地元では「みつあんきょ」とも呼ばれている。

## 概要
田川線の赤駅 - 内田駅間に所在する橋長13m、スパン長3.35mの三連アーチ橋である。1895年（明治28年）8月に竣工、同年8月15日に供用開始した。設計は野辺地久記。基本計画にはドイツ人技師ヘルマン・ルムシュッテルも関係している。
本橋梁の特徴として、内田川の下流（橋梁西）側は煉瓦積み、上流（橋梁東）側は切石積みとなっている。煉瓦積みのほうは将来の複線化の際の橋梁増設を考慮して煉瓦を交互に突き出させた「げた歯構造」と呼ばれる積み方で、縞模様および市松模様に見える。
本橋梁は1999年（平成11年）11月18日に、国の登録有形文化財に登録された。

## 周辺
- 福岡県道418号英彦山香春線

## その他
平成筑豊鉄道には歴史的に重要な建造物も残されており、みやこ町犀川崎山〜赤村大字赤に跨る九州最古の鉄道トンネルである第二石坂トンネルも同年に国の登録有形文化財に登録されている。